# Lars Johan Colling

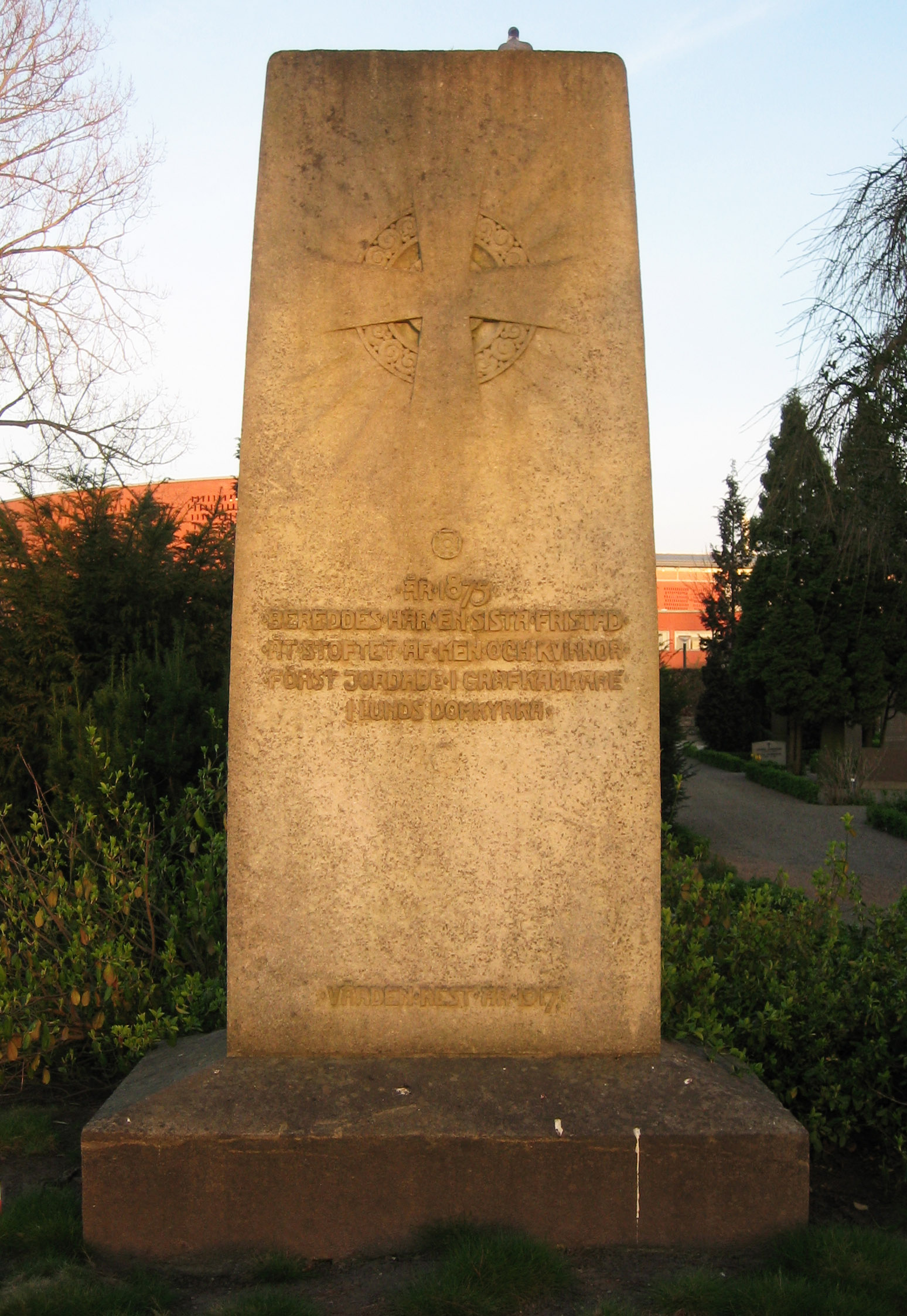
Collings stoft ligger sedan 1875 i denna massgrav på Norra kyrkogården i Lund.

Lars Johan Colling, född 17 februari 1714 i Stockholm, död 10 mars 1786 i Lund, var en svensk rättslärd, professor.

## Biografi
Lars Colling var son till bergsrådet Olof Colling och Elisabet Norrman, och dotterson till Laurentius Norrmannus.
Colling studerade vitterhet och lagkunskap först i Uppsala och sedan i Lund, förordnades 1743 till docent i juridiska fakulteten vid sistnämnda universitet samt 1744 till adjunkt och 1753 till professor i svensk och romersk rätt, från vilket ämbete han på begäran erhöll avsked 1785. Av de 209 akademiska avhandlingar, för vilka han under sin lärartid presiderade, är 193 av hans egen hand.
Colling begravdes först i Lunds domkyrka, men stoftet flyttades 1875 till en massgrav på Norra kyrkogården i Lund.